# Liste südafrikanischer Landwirtschaftsschulen
Die Liste südafrikanischer Landwirtschaftsschulen führt agrarwirtschaftlich ausgerichtete Bildungseinrichtungen des tertiären Sektors in Südafrika auf.
| Provinz       | Einrichtung                                     | bei Ort/Stadt       | Studenten (2017) |
| ------------- | ----------------------------------------------- | ------------------- | ---------------- |
| Eastern Cape  | Fort Cox College of Agriculture and Forestry    | King William’s Town | 290              |
| Eastern Cape  | Grootfontein Agricultural Development Institute | Middleburg          | 216              |
| Eastern Cape  | Tsolo College of Agriculture                    | Mthatha             | k. A.            |
| Free State    | Glen Agricultural College                       | Bloemfontein        | k. A.            |
| Gauteng       | –                                               | –                   | –                |
| KwaZulu-Natal | Owen Sitole College of Agriculture              | Empangeni           | 170              |
| KwaZulu-Natal | CEDARA Agricultural Training Institute          | Pietermaritzburg    | 169              |
| Limpopo       | Madzivhandila College of Agriculture            | Thohoyandou         | 130              |
| Limpopo       | Tompi Seleka College of Agriculture             | Marble Hall         | 174              |
| Mpumalanga    | –                                               | –                   | –                |
| Northern Cape | –                                               | –                   | –                |
| North West    | Potchefstroom College of Agriculture            | Potchefstroom       | 289              |
| North West    | Taung Agricultural College                      | Taung               | 100              |
| Western Cape  | Elsenburg Agricultural Training Institute       | Stellenbosch        | 459              |